# NGC 420
NGC 420 is een lensvormig sterrenstelsel in het sterrenbeeld Vissen. Het hemelobject ligt ongeveer 231 miljoen lichtjaar (70,7×106 parsec) van de Aarde verwijderd en werd op 12 september 1784 ontdekt door de Duits-Britse astronoom William Herschel.

## Synoniemen
- PGC 4320
- UGC 752
- MCG 5-3-83
- ZWG 501.127
- ZWG 502.3